# Voo CommutAir 4281
Em 3 de janeiro de 1992, um Beechcraft 1900 operando o Voo CommutAir 4821 colidiu com uma encosta arborizada perto de Gabriels, Nova Iorque, enquanto conduzia uma aproximação ILS para a pista 23 no Aeroporto Regional de Adirondack. A causa do acidente foi determinada como erro do piloto. Duas pessoas morreram no acidente e dois sobreviveram.

## Acidente
O voo 4821 era um voo expresso da USAir Express de Plattsburgh, Nova York, para o Aeroporto Internacional de Newark, Nova Jérsia, com escalas intermediárias em Saranac Lake e Albany, Nova Iorque. A tripulação do voo 4821 era o capitão Kevin St. Germain, 30 anos, e o primeiro oficial Dean Montana, 23 anos. Havia dois passageiros a bordo, um dos quais era funcionário da CommutAir.
Durante a descida para o Lago Saranac, a tripulação desceu abaixo do declive e colidiu com uma colina às 5h45. O primeiro oficial Montana e o passageiro funcionário da empresa morreram. O Capitão St. Germain e o outro passageiro sobreviveram ao acidente com ferimentos.

## Investigação
O NTSB culpou os pilotos pelo acidente. O Capitão St. Germain falhou em estabilizar a abordagem, verificar os instrumentos e descer abaixo da altitude mínima. O primeiro oficial Montana não conseguiu monitorar a abordagem. Os fatores que contribuíram para a queda foram o clima e a possível interferência estática da precipitação, que poderia ter causado indicações não confiáveis de glideslope.